# Chile en los Juegos Olímpicos de Innsbruck 1964
Chile estuvo representado en los Juegos Olímpicos de Innsbruck 1964 por un total de 5 deportistas (masculinos) que compitieron en esquí alpino.
El equipo olímpico chileno no obtuvo ninguna medalla en estos Juegos.

## Esquí alpino
Masculino
| Atleta           | Evento          | Clasificación | Clasificación | Clasificación | Clasificación | Final     | Final     | Final     | Final     | Final         | Final         |
| Atleta           | Evento          | 1ª manga      | 1ª manga      | 2ª manga      | 2ª manga      | 1ª manga  | 1ª manga  | 2ª manga  | 2ª manga  | Total         | Total         |
| Atleta           | Evento          | Tiempo        | Posición      | Tiempo        | Posición      | Tiempo    | Posición  | Tiempo    | Posición  | Tiempo        | Posición      |
| ---------------- | --------------- | ------------- | ------------- | ------------- | ------------- | --------- | --------- | --------- | --------- | ------------- | ------------- |
| Hernán Boher     | Descenso        | —             | —             | —             | —             | —         | —         | —         | —         | 2:41,67       | 58            |
| Hernán Boher     | Eslalon         | No terminó    | No terminó    | 1:01,95       | 33            | No avanzó | No avanzó | No avanzó | No avanzó | No avanzó     | No avanzó     |
| Hernán Boher     | Eslalon gigante | —             | —             | —             | —             | —         | —         | —         | —         | 2:09,71       | 44            |
| Francisco Cortés | Eslalon         | 1:04,43       | 52            | No terminó    | No terminó    | No avanzó | No avanzó | No avanzó | No avanzó | No avanzó     | No avanzó     |
| Francisco Cortés | Eslalon gigante | —             | —             | —             | —             | —         | —         | —         | —         | 2:22,08       | 66            |
| Juan Holz        | Descenso        | —             | —             | —             | —             | —         | —         | —         | —         | 4:51,18       | 77            |
| Juan Holz        | Eslalon         | 1:07,56       | 59            | 1:04,38       | 38            | No avanzó | No avanzó | No avanzó | No avanzó | No avanzó     | No avanzó     |
| Juan Holz        | Eslalon gigante | —             | —             | —             | —             | —         | —         | —         | —         | No terminó    | No terminó    |
| Vicente Vera     | Eslalon         | 1:14,82       | 73            | No terminó    | No terminó    | No avanzó | No avanzó | No avanzó | No avanzó | No avanzó     | No avanzó     |
| Claudio Wernli   | Descenso        | —             | —             | —             | —             | —         | —         | —         | —         | Descalificado | Descalificado |
| Claudio Wernli   | Eslalon gigante | —             | —             | —             | —             | —         | —         | —         | —         | 2:14,48       | 54            |